# Frecker Ridge
Frecker Ridge ist ein Gebirgskamm im ostantarktischen Viktorialand. Er ragt steil entlang der Westflanke des Kirkby-Gletschers in den Anare Mountains auf.
Teilnehmer der Australian National Antarctic Research Expeditions (ANARE) nahmen die Benennung vor. Namensgeber ist Ron Frecker von der Royal Australian Air Force, der an einem Flug während der 1962 durchgeführten ANARE zur Erkundung der dem Kamm vorgelagerten Küste teilnahm.